# Pelayang (Tebo Tengah)
Pelayang is een bestuurslaag in het regentschap Tebo van de provincie Jambi, Indonesië. Pelayang telt 2002 inwoners (volkstelling 2010).